# Fortunato de Selgas Albuerne
Fortunato Selgas Albuerne (Cudillero, 21 o 27 de septiembre de 1838-Madrid, 7 de noviembre de 1921) fue un empresario, historiador, escritor y mecenas español.

## Vida
Nació en Cudillero, en el seno de una familia con buena posición económica. Fue el penúltimo hijo de los siete que tuvieron Juan Selgas Campo (1790-1871) y Josefa Albuerne García (1800-1861). 
Su hermano mayor Ezequiel de Selgas Albuerne aumentó la fortuna familiar al establecerse en Madrid: emprendió diversos negocios con gran sagacidad, jugó en bolsa y fue uno de los inversores del nuevo barrio de Salamanca, una de las mayores operaciones inmobiliarias de la capital. Ezequiel trabó amistad con otros importantes empresarios de la época como José de Salamanca, el controvertido marqués de Salamanca, y el marqués de Urquijo, Estanislao de Urquijo y Landaluce. 
Gracias al apoyo económico de Ezequiel, Fortunato estudió bachillerato en Oviedo licenciándose en 1856 e ingresando en la Universidad de Oviedo para estudiar Derecho Civil y Canónico licenciándose en 1864.
Estableció su residencia entre Madrid y Cudillero, y gracias a la fortuna familiar se dedicó a la historia, la arqueología y las Bellas Artes. Contrajo matrimonio con María Marín Gisbert, nacida en Játiva (Valencia), con quien tuvo tres hijos: Ezequiel, José y Juan Selgas Marín, falleciendo el segundo a temprana edad.
En 1883 Fortunato de Selgas inició la construcción de la residencia de la familia denominada La Quinta de Selgas en unos terrenos heredados de sus progenitores, propiedad a la que le fueron añadiendo otros terrenos donde la familia impulsó construcciones tales como la iglesia de Jesús Nazareno, las Escuelas Selgas, la Casa Rectoral y la casa cuartel de la Guardia Civil; todas ellas en El Pito, en el concejo de Cudillero.  
Fortunato dirigió junto con su hermano tanto la construcción como la decoración del palacio, dentro de un estilo ecléctico de influencia mayormente francesa. Así mismo emprendió la adquisición de numerosas obras de arte iniciando de esta forma la impresionante colección de arte de la familia, que contiene obras de Goya, El Greco, Luca Giordano, Vicente Carducho y Corrado Giaquinto hasta un total de casi 200 cuadros de las escuelas italiana, francesa, flamenca y española de los siglos XV al XVIII. Actualmente la Quinta de Selgas está abierta como museo y ha llegado a recibir 24.000 visitas anuales, si bien suele cerrar en determinados meses. Cabría señalar también que Fortunato se hizo construir otra segunda residencia en la ciudad de Játiva con gran jardín, todo ello a imitación de su palacio de Cudillero. Las razones de este traslado son debidas a que en uno de sus diversos viajes por España en busca de monumentos mediavales quedó impresionado por la antigua Catedral visigoda de Sant Feliu, y por el abundante patrimonio histórico-artístico de la ciudad. Por todo ello, influyó en la creación de un Museo Municipal, inexistente hasta su iniciativa. A partir de entonces repartía sus estancias regulares entre Madrid, Asturias Y Játiva. Tras su fallecimiento, su viuda con sus hijos Ezequiel y Juan fijaron su residencia en Játiva, donde con sus inversiones realizaron importantes negocios, como un gran hotel, un concesionario de automóviles, con taller,gasolinera  y garaje. También propiciaron la instalación del Banco de España en la ciudad sin ser Capital de provincia, como era el requisito habitual. Por todo ello la ciudad erigió en 1962 un gran jardín con monumento en  memoria de la familia Selgas-Marín, junto a la denominación de una de las principales avenidas de Játiva con su nombre, Avenida de Selgas.
Entre 1912 y 1915 Fortunato sufragó con su patrimonio la restauración de la iglesia prerrománica de San Julián de los Prados, en Oviedo.
Fue director del Museo Nacional de Reproducciones Artísticas, miembro de la Real Academia de la Historia (desde 1885), de la de Real Academia de Bellas Artes de San Fernando (desde 1906) y la de Ciencias Históricas de Toledo. En los últimos años de su vida mandó construir en Játiva (Valencia) un palacete ajardinado para su familia, siguiendo el estilo del palacete de Cudillero de 1883, con la finalidad de ser residencia de verano. Esto, y los negocios que la familia Selgas Marín emprendió en Játiva en la década de 1920, motivó que su Ayuntamiento diese su nombre a la actual Avenida Selgas, unas de los principales paseos de la ciudad. Renunció al título de conde de Selgas, propuesto por la Diputación de Asturias, Ayuntamiento de Cudillero, de Oviedo y Muros del Nalón.
Falleció en Madrid en 1921 siendo su cuerpo trasladado al panteón familiar situado en la cripta de la Iglesia de Jesús Nazareno.
En 1991 sus herederos constituyeron la Fundación Selgas-Fajalde, con sede en La Quinta de Selgas.